# 베르너 올크
베르너 올크(Werner Olk, 1938년 1월 18일, 오스트루다 ~)는 전 독일의 축구 선수이자 감독이다.
그는 1960년대에서 1970년대 초까지 독일의 강호인 FC 바이에른 뮌헨의 선수로 활동하였다. 그는 바이에른 선수로 활동하면서 1966년, 1967년, 1969년에 DFB-포칼을, 1969년에 분데스리가를, 1967년에는 UEFA 컵 위너스컵을 획득하였다. 1965년에서 1970년까지 올크는 바이에른의 주장이었다.
올크는 SG 하노버 지역의 SG 레테어 05에서 1948년에 축구를 시작하였고 이후에 나흐바로어트를 연고로 하는 TuS 젤체로 이적하였다. FC 바이에른 뮌헨으로 이적하기 전, 그는 오베르리가의 아르미니아 하노버 선수였다. 올크는 1961년에 서독 국가대표팀 소속으로 2경기 출장에 그쳤다. 그는 칠레에서 열리는 1962년 FIFA 월드컵에 참여할 수 있었던 선수들 중 하나이다. 그는 독일 아마추어팀 소속으로 세 차례 출장하였다. 그는 잉글랜드전을 위해 서독 청소년 국가대표팀에 1961년 차출되었다.
선수로써의 은퇴 이후, 올크는 아인트라흐트 브라운슈바이크, SV 다름슈타트 98, SC 프라이부르크, 프로이센 뮌스터, 그리고 카를스루에 SC 등의 감독직을 역임하였다. 그는 1985-86 시즌의 짧은 기간 동안 스위스 슈퍼리그의 FC 장크트갈렌의 감독을 맡기도 하였다.
그는 이후 모로코 축구 국가대표팀과 자말렉 SC의 감독직을 역임하였다.

## 선수 통계
| 시즌    | 리그            | 클럽             | 경기 | 골 |
| 1969–70 | 독일 분데스리가 | FC 바이에른 뮌헨 | 18   | -  |
| 1968–69 | 독일 분데스리가 | FC 바이에른 뮌헨 | 34   | 1  |
| 1967–68 | 독일 분데스리가 | FC 바이에른 뮌헨 | 32   | -  |
| 1966–67 | 독일 분데스리가 | FC 바이에른 뮌헨 | 32   | 1  |
| 1965–66 | 독일 분데스리가 | FC 바이에른 뮌헨 | 28   | -  |
| 합계    | 독일 분데스리가 |                  | 144  | 2  |